# Owen Coyle
Owen Columba Coyle (Paisley, 14 luglio 1966) è un allenatore di calcio ed ex calciatore scozzese naturalizzato irlandese, di ruolo attaccante.

## Carriera
Bomber prolifico, trascorse tutta la carriera in Scozia, escluse due stagioni al Bolton. Si ritirò dal calcio giocato nel 2007.
Scelse di rappresentare l'Irlanda per via delle sue radici. In Nazionale collezionò un solo gettone, ottenuto nell'aprile 1994 in un'amichevole vinta 1-0 a Tilburg contro l'Paesi Bassi.
In carriera ebbe anche due esperienze di player-manager (giocatore-allenatore), con le maglie di Falkirk e St. Johnstone.
È stato l'allenatore del Burnley dal 22 novembre 2007 all'8 gennaio 2010, data in cui è stato ingaggiato dal Bolton Wanderers.
Il 9 ottobre 2012 viene esonerato dai Wanderers dopo la retrocessione dalla Premier League nella stagione 2011-12 ed il cattivo avvio nella successiva stagione in Championship.
Il 14 giugno 2013 viene annunciato come nuovo allenatore del Wigan Athletic con il compito di riportare i neoretrocessi Latics in Premier League.

## Palmarès

### Giocatore

#### Competizioni regionali
- Stirlingshire Cup: 2

Dumbarton: 1985-1986, 1987-1988

#### Competizioni nazionali
- Scottish Challenge Cup: 1

Airdrieonians: 2001-2002

#### Individuale
- Capocannoniere della Scottish First Division: 2

2001-2002 (23 reti), 2002-2003 (20 reti)

### Allenatore

#### Competizioni nazionali
- ISL Shield: 1

Jamshedpur: 2021-2022